# NGC 1119
NGC 1119 é uma galáxia lenticular (SB0) localizada na direcção da constelação de Eridanus. Possui uma declinação de -17° 59' 17" e uma ascensão recta de 2 horas, 48 minutos e 17,0 segundos.
A galáxia NGC 1119 foi descoberta em 1886 por Frank Leavenworth.